# Île de Roume

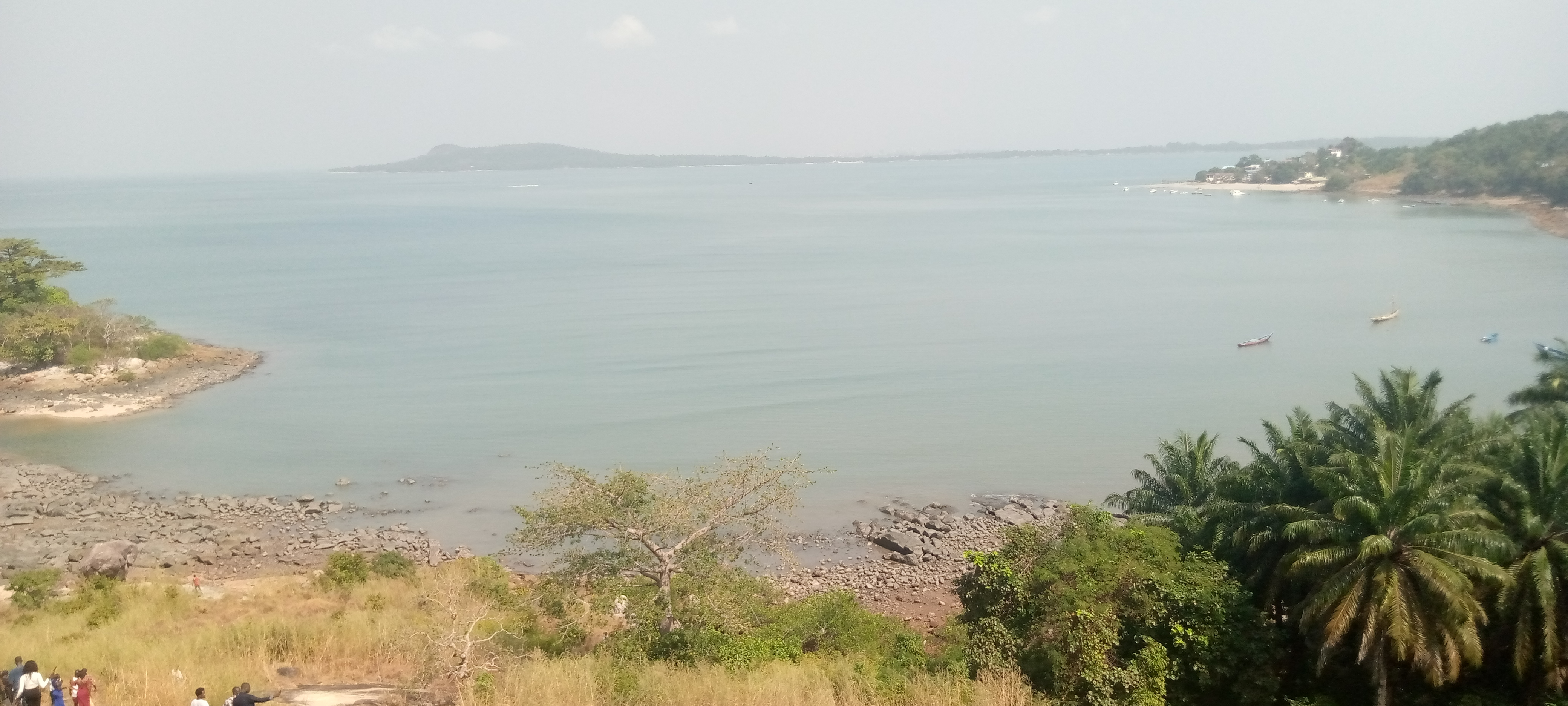

Pour les articles homonymes, voir Roume.
L'île de Roume (anciennement appelé Room ou Crawford Island) ou est une des trois principales îles de l'archipel de Loos en Guinée.

## Différence et origines des noms de l'île
Les anglo-saxons l'appelaient « Crawford Island », du nom d'un banc de sable au nord de l'île qui apparait à marée basse. Ce banc de sable a pris le nom d'un négrier réfractaire pendu sur l'ile de Roume par les Anglais.
Les francophones l’appelaient Roume du nom d'Ernest Roume, gouverneur général de l’AOF (Afrique Occidentale Française) en poste entre 1902 et 1907. Cette orthographe est adoptée à l’indépendance de la Guinée en 1958. Les habitants principalement Sierra-Léonais, anglophones, l’appelaient phonétiquement Room avant cette décision.

## Géographie
L'île de Roume est l'île centrale et la plus petite des îles habitées de l'archipel.

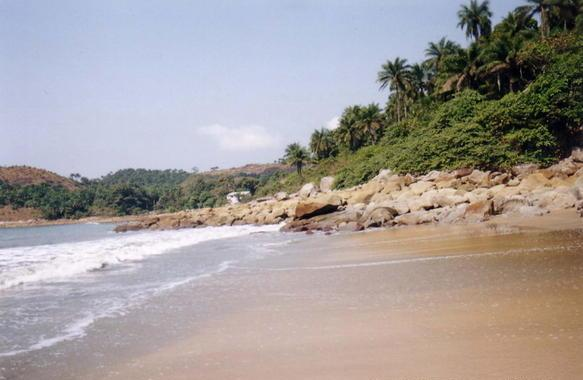
Plage du Gouverneur sur l'ile de Roume

## Histoire
Un fortin a été construit par les Anglais sur une des collines de l'île au début du XIXe siècle. Il servait de base aux opérations contre les navires négriers français de la région.

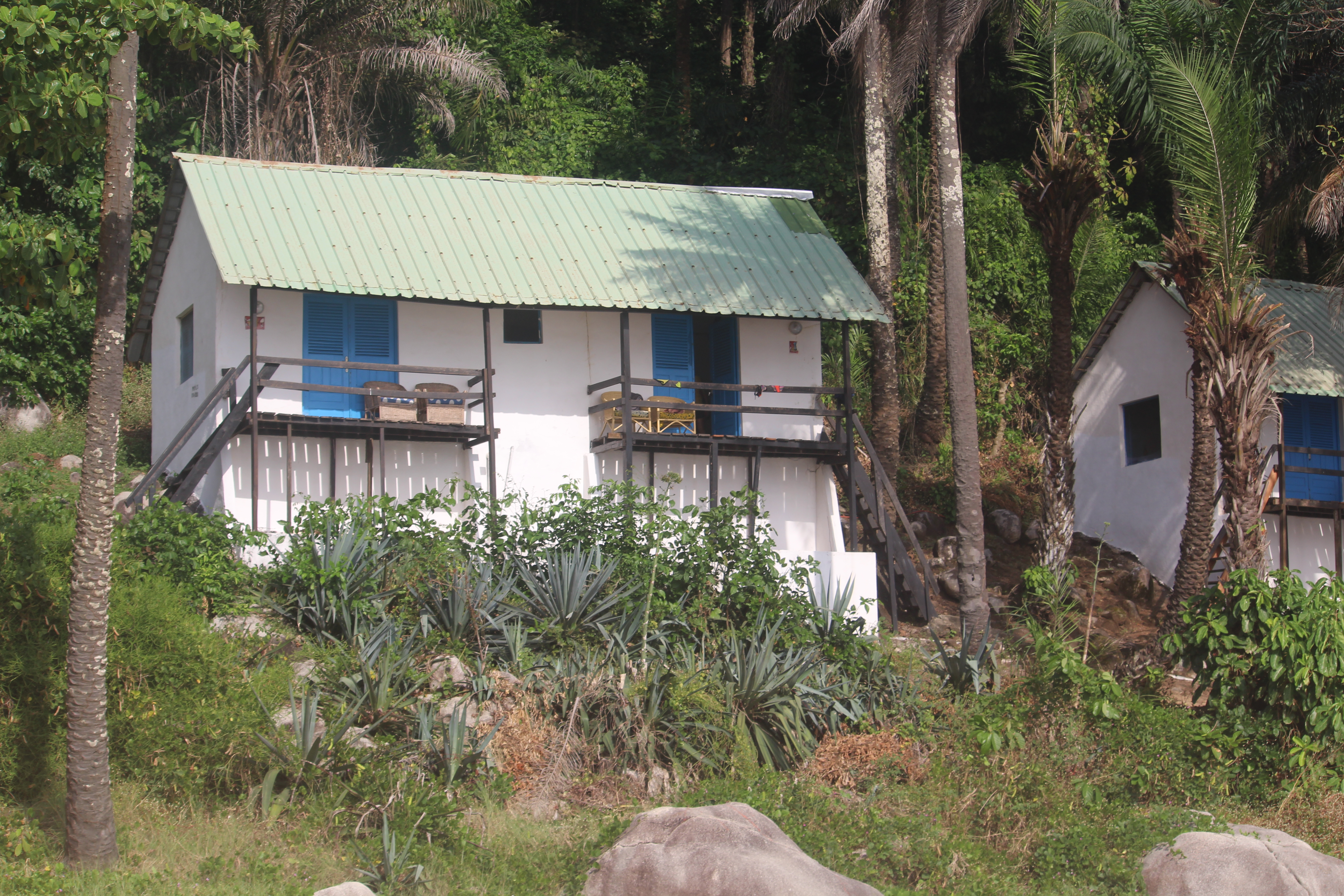

L'île de Roume est une des nombreuses îles réputées pour avoir inspiré le roman de L'Île au trésor de Robert Louis Stevenson. Cette histoire, même si elle est plausible, ne repose sur aucune base historique, bien que relayée dans les guides touristiques.